# Al Andalus, l'Espagne et le temps des califes
Pour plus de détails, voir Fiche technique et Distribution.
Al Andalus, l'Espagne et le temps des califes est un téléfilm documentaire qui explore les causes de la destruction de la civilisation pluraliste et interreligieuse de l’Espagne musulmane.
Avant la Renaissance, musulmans, chrétiens et juifs vivaient ensemble dans un monde bientôt balayé par le puritanisme et l’absolutisme. En quelques siècles, cette fragile union a été dissipée par la cupidité, la peur et l’intolérance. La connaissance des anciens et les germes mêmes de la Renaissance ont disparu.
Ce documentaire a été diffusé pour la première fois sur PBS, puis sur Arte

## Fiche technique
- Titre : Al Andalus, l'Espagne et le temps des califes
- Réalisation : Robert H. Gardner
- Production : Unity Productions Foundation, Gardner Films
- Scénario : Carrie Gardner
- Image : Nick Gardner
- Effets spéciaux : Michael Clifford
- Musique originale : Charles David Denler
- Montage : Jeremy Morrison
- Intervenants : David Nirenberg, Chris Lowney, Raymond P. Scheindlin, Brian Catlos, Feisal Abdul Rauf, Mustapha Kamal, Dede Fairchild Ruggles, Ahmad S. Dallal, Olivia Remie Constable, Lourdes Maria Alvarez
- Pays d'origine :  États-Unis
- Format : Couleurs
- Genre : Documentaire
- Durée : 120 minutes
- Date de sortie : 2007